# Motor City Cruise
O Motor City Cruise é uma equipe da G-League com sede em Detroit e é afiliado do Detroit Pistons da NBA. A franquia começou como Long Beach Jam na American Basketball Association em 2003 e mudou-se para Bakersfield Jam na D-League em 2006. Depois de dez anos em Bakersfield, Califórnia, a franquia foi transferida para Prescott Valley, Arizona, em 2016 pelo Phoenix Suns e posteriormente renomeada para Northern Arizona Suns. Em 2021, a equipe se mudou para Detroit depois de ser comprada pelos Pistons.

## História

### Long Beach Jam (2003–2005)
Durante o hiato de um ano que a American Basketball Association teve na temporada de 2002-03, uma das equipes aprovadas pela liga seria o Long Beach Jam. Na temporada inaugural da equipe, o Jam conseguiu adquirir Dennis Rodman, Corey Gaines, Matt Barnes e o japonês Yuta Tabuse. Eles também contrataram o técnico Paul Westhead mas ele conseguiu um emprego de assistente técnico no Orlando Magic após o primeiro jogo da temporada. No entanto, com a presença de jogadores como Rodman, Gaines e Tabuse sob o comando do novo treinador Earl Cureton, o Jam teria um recorde de 24-7. Na final da ABA, eles ganharam do Kansas City Knights por 126-123.
Em sua segunda e última temporada sob o nome de Long Beach, a equipe começou sua temporada com um recorde de 8-6 com Nate "Tiny" Archibald como treinador principal durante a primeira metade da temporada. Em 17 de janeiro de 2005, Archibald renunciou ao cargo de treinador principal e teve o Corey Gaines como seu substituto. Nessa temporada, eles conseguiram produzir um recorde de 18-10 e chegou às quartas de final dos playoffs. Eles perderam por 130-115 para o Utah Snowbears. Após o final dessa temporada, o Jam se retirou da temporada de 2005-06 da ABA para se mudar para a NBA Development League na temporada seguinte, com a intenção de também se mudar para Bakersfield logo depois.

### Bakersfield Jam (2006–2016)
Depois que sua primeira temporada em Bakersfield terminou em 2007, houve um concurso onde os fãs puderam decidir um novo nome para o time. As opções eram: Desperados, Roughnecks, Oilers, ou manter o nome Jam. Em 17 de maio, a equipe anunciou que a equipe continuará sendo a Bakersfield Jam, já que esse nome venceu a votação em uma votação esmagadora.
A equipe jogou no Rabobank Arena até 2009 e depois no Jam Events Center.
Em 29 de abril de 2009, foi relatado que o Jam havia cessado as operações, alegando falta de público suficiente. No entanto, em 18 de junho, o Jam anunciou que não havia fechado e planejava jogar na temporada de 2009-10.
Em 30 de abril de 2014, foi relatado que o Jam entraria em uma operação híbrida com o Phoenix Suns. Isso não apenas levaria os Suns a ter colaborações exclusivas com a equipe, mas também permitiria que o Jam operasse sob sua própria gestão no processo. Em 9 de maio, foi confirmado que os Suns e o Jam concordariam em trabalhar sob uma afiliação híbrida. Quatro dias depois, o Jam completou sua transição, permitindo que Bubba Barrage dos Suns fosse o mais novo gerente geral da equipe e Nate Bjorkgren ser o novo técnico. Como o Dignity Health Event Center acomodava apenas 500 pessoas, a equipe não vendia ingressos individuais de admissão geral e eram vendidos apenas para portadores de ingressos para a temporada.
Em 29 de maio de 2015, foi anunciado que Nate Bjorkgren deixaria o Jam para ser o líder de desenvolvimento de jogadores e assistente técnico dos Suns. Três meses depois, Chris Jent seria contratado como novo técnico do Jam.

### Northern Arizona Suns (2016–2021)
Em 12 de abril de 2016, o Phoenix Suns anunciou que a organização havia comprado oficialmente o Jam e estava realocando a franquia para a cidade de Prescott Valley, Arizona, sendo renomeado como Northern Arizona Suns para a temporada de 2016-17. O novo logotipo e as camisas do Northern Arizona foram revelados oficialmente em 11 de maio e a comissão técnica foram anunciados em 16 de agosto. Durante sua primeira temporada como Northern Arizona Suns, a equipe começou a temporada forte com um recorde de 10-1. No entanto, os Suns entrariam em uma grande sequência de derrotas e não se recuperariam depois.
Na offseason de 2017, a D-League foi renomeada como G-League. Em 23 de outubro de 2017, o técnico Tyrone Ellis tornou-se assistente técnico dos Suns, deixando o seu assistente técnico Tyler Gatlin como técnico interino durante a pré-temporada da G-League. Cody Toppert foi nomeado o treinador principal pouco antes do início da temporada. A equipe terminou a temporada com um recorde de 23-27 e não foi para os playoffs. No final da temporada, Toppert foi promovido a um cargo de assistente técnico em Phoenix. Ele seria substituído por Bret Burchard.
Após a temporada de 2019-20, que foi reduzida pela pandemia de COVID-19, o Phoenix Suns anunciou que a equipe se mudaria para a área metropolitana de Phoenix. No entanto, a equipe se retirou inteiramente da temporada de 2020-21 quando a G-League realizou a temporada abreviada em uma bolha em Orlando, Flórida.

### Motor City Cruise (2021–Presente)
Em 29 de julho de 2020, o Detroit Pistons anunciou que havia comprado o Northern Arizona Suns e estava realocando a franquia para Detroit para a temporada de 2021-22. Também foi anunciado que a afiliação da equipe com o Grand Rapids Drive terminaria após a conclusão da temporada de 2020-21. Em 30 de outubro, o nome da equipe foi anunciado como Motor City Cruise.
Em 17 de março de 2021, o Cruise anunciou a contratação de Rob Murphy como presidente e gerente geral. O assistente técnico dos Pistons, DJ Bakker, foi nomeado o primeiro treinador principal do Cruise em 23 de agosto.

## Temporadas
| Temporadas                      | Liga                            | V                   | D                   | %                   | Classificação       | Pós-Temporada                                 |
| Long Beach Jam                  | Long Beach Jam                  | Long Beach Jam      | Long Beach Jam      | Long Beach Jam      | Long Beach Jam      | Long Beach Jam                                |
| ------------------------------- | ------------------------------- | ------------------- | ------------------- | ------------------- | ------------------- | --------------------------------------------- |
| 2003–04                         | ABA                             | 24                  | 7                   | .774                | 1st                 | Campeão da ABA                                |
| 2004–05                         | ABA                             | 18                  | 10                  | .643                | 2nd                 | Eleiminado nas Semi-Finais da ABA             |
| 2005–06                         | Operações suspensas             | Operações suspensas | Operações suspensas | Operações suspensas | Operações suspensas | Operações suspensas                           |
| Bakersfield Jam                 |                                 |                     |                     |                     |                     |                                               |
| 2006–07                         | D-League                        | 19                  | 31                  | .380                | 6th                 |                                               |
| 2007–08                         | D-League                        | 11                  | 39                  | .220                | 5th                 |                                               |
| 2008–09                         | D-League                        | 26                  | 24                  | .520                | 3rd                 | Perdeu na primeira rodada                     |
| 2009–10                         | D-League                        | 17                  | 33                  | .340                | 8th                 |                                               |
| 2010–11                         | D-League                        | 29                  | 21                  | .580                | 4th                 | Perdeu na primeira rodada                     |
| 2011–12                         | D-League                        | 28                  | 22                  | .560                | 3rd                 | Perdeu nas semis-finais                       |
| 2012–13                         | D-League                        | 36                  | 14                  | .720                | 1st                 | Perdeu na primeira rodada                     |
| 2013–14                         | D-League                        | 24                  | 26                  | .480                | 5th                 |                                               |
| 2014–15                         | D-League                        | 34                  | 16                  | .680                | 2nd                 | Perdeu na primeira rodada                     |
| 2015–16                         | D-League                        | 22                  | 28                  | .440                | 3rd                 |                                               |
| Northern Arizona Suns           |                                 |                     |                     |                     |                     |                                               |
| 2016–17                         | D-League                        | 22                  | 28                  | .448                | 3rd                 |                                               |
| 2017–18                         | G League                        | 23                  | 27                  | .460                | 4th                 |                                               |
| 2018–19                         | G League                        | 12                  | 38                  | .240                | 5th                 |                                               |
| 2019–20                         | G League                        | 8                   | 34                  | .190                | 5th                 | Temporada cancelada pela pandemia de COVID-19 |
| 2020–21                         | G League                        | Não jogou na bolha  | Não jogou na bolha  | Não jogou na bolha  | Não jogou na bolha  | Não jogou na bolha                            |
| Motor City Cruise               |                                 |                     |                     |                     |                     |                                               |
| 2021–22                         | G League                        | 22                  | 10                  | .688                | 2nd                 | Lost Conference Semifinal (Delaware) 116-124  |
| Temporada regular da ABA        | Temporada regular da ABA        | 42                  | 17                  | .712                |                     | 2003–2005                                     |
| Temporada regular da D/G League | Temporada regular da D/G League | 333                 | 391                 | .460                | 2006–present        |                                               |
| Playoffs                        | Playoffs                        | 6                   | 11                  | .353                | 2003–present        |                                               |

## Ex-jogadores

### Jogadores designados por times da NBA
- Derrick Jones Jr. foi o primeiro jogador designado para o Northern Arizona Suns através do Phoenix Suns.
- Tyler Ulis - Atribuído pelo Phoenix Suns em 14 de dezembro de 2016.
- Alan Williams - Atribuído pelo Phoenix Suns em 3 ocasiões entre 2016 e 2018.
- Chris McCullough foi o primeiro jogador designado para o Northern Arizona Suns por meio de uma franquia diferente. Ele foi designado pelo Washington Wizards em 3 de março de 2017 e em 4 de março de 2018.
- Davon Reed - Atribuído pelo Phoenix Suns em 3 ocasiões entre 2017 e 2018.
- De'Anthony Melton - Atribuído pelo Phoenix Suns em 3 ocasiões entre 2018 e 2019.
- Élie Okobo - Atribuído pelo Phoenix Suns em 3 ocasiões entre 2018 e 2019.
- Jalen Lecque – Atribuído pelo Phoenix Suns em 6 ocasiões entre 2019 e 2020.
- Ty Jerome – Atribuído pelo Phoenix Suns em 3 ocasiões entre 2019 e 2020.

### Jogadores chamados para equipes afiliadas
- Derrick Jones Jr. - chamado pelo Phoenix Suns em 7 ocasiões entre 2016 e 2017.
- Tyler Ulis - Chamado pelo Phoenix Suns em 15 de dezembro de 2016.
- Alan Williams - Chamado pelo Phoenix Suns em 3 ocasiões entre 2016 e 2018.
- Chris McCullough - Chamado pelo Washington Wizards após sua única temporada no Northern Arizona Suns.
- Davon Reed - Chamado pelo Phoenix Suns em 3 ocasiões em 2018.
- De'Anthony Melton - Chamado pelo Phoenix Suns em 4 ocasiões entre 2018 e 2019.
- Élie Okobo - Chamado pelo Phoenix Suns em 3 ocasiões entre 2018 e 2019.
- Jalen Lecque - Chamado pelo Phoenix Suns em 5 ocasiões entre 2019 e 2020.
- Ty Jerome – Chamado pelo Phoenix Suns em 3 ocasiões entre 2019 e 2020.

### Jogadores chamados por times da NBA
- Johnny O'Bryant III foi o primeiro jogador do Northern Arizona Suns a ser chamado para um time da NBA. Ele foi chamado pela primeira vez pelo Denver Nuggets em 26 de janeiro de 2017 para dois contratos de 10 dias. O'Bryant III foi mais tarde chamado pelo Charlotte Hornets em 24 de fevereiro de 2017 antes de assinar um contrato de vários anos em 16 de março de 2017.
- Elijah Millsap foi o primeiro jogador do Northern Arizona Suns a ser chamado para o Phoenix Suns . Ele foi convocado para um contrato de vários anos em 9 de abril de 2017.
- Isaiah Canaan foi chamado pelo Phoenix Suns por meio de uma exceção em 13 de dezembro de 2017.
- Josh Gray foi chamado pelo Phoenix Suns para um contrato de 10 dias em 1º de fevereiro de 2018, um dia depois que Isaiah Canaan fraturou sua tíbula em um jogo.
- Shaquille Harrison foi chamado pelo Phoenix Suns para um contrato de 10 dias em 20 de fevereiro de 2018, um dia após Josh Gray ter seu segundo contrato de 10 dias expirado. Ele foi chamado para um contrato de vários anos em 13 de março de 2018.
- Xavier Silas foi chamado pelo Boston Celtics para um contrato de 10 dias em 28 de março de 2018, apenas alguns dias após a conclusão da temporada regular da G-League .

## Treinadores
| #  | Treinadores    | Temporadas | Temporada regular | Temporada regular | Temporada regular | Temporada regular | Playoffs | Playoffs | Playoffs | Playoffs | Conquistas            |
| #  | Treinadores    | Temporadas | J                 | V                 | D                 | %                 | J        | V        | D        | %        | Conquistas            |
| -- | -------------- | ---------- | ----------------- | ----------------- | ----------------- | ----------------- | -------- | -------- | -------- | -------- | --------------------- |
| 1  | Paul Westhead  | 2003       | 1                 | 1                 | 0                 | 1.000             | —        | —        | —        | —        |                       |
| 2  | Earl Cureton   | 2003–2004  | 30                | 23                | 7                 | .767              | 1        | 1        | 0        | 1.000    | Campeão da ABA (2004) |
| 3  | Nate Archibald | 2004–2005  | 14                | 8                 | 6                 | .571              | —        | —        | —        | —        |                       |
| 4  | Corey Gaines   | 2005       | 14                | 10                | 4                 | .714              | 2        | 1        | 1        | .500     |                       |
| 5  | Jim Harrick    | 2006–2007  | 50                | 19                | 31                | .380              | —        | —        | —        | —        |                       |
| 6  | Sean Rooks     | 2007–2008  | 50                | 11                | 39                | .220              | —        | —        | —        | —        |                       |
| 7  | Scott Roth     | 2008–2009  | 50                | 26                | 24                | .520              | 1        | 0        | 1        | .000     |                       |
| 8  | Will Voigt     | 2009–2014  | 250               | 134               | 116               | .536              | 9        | 3        | 6        | .333     |                       |
| 9  | Nate Bjorkgren | 2014–2015  | 50                | 34                | 16                | .680              | 3        | 1        | 2        | .333     |                       |
| 10 | Chris Jent     | 2015–2016  | 50                | 22                | 28                | .440              | —        | —        | —        | —        |                       |
| 11 | Tyrone Ellis   | 2016–2017  | 50                | 22                | 28                | .440              | —        | —        | —        | —        |                       |
| 12 | Cody Toppert   | 2017–2018  | 50                | 23                | 27                | .460              | —        | —        | —        | —        |                       |
| 13 | Bret Burchard  | 2018–2020  | 50                | 12                | 38                | .240              | —        | —        | —        | —        |                       |

## Afiliados da NBA

### Bakersfield Jam
- Atlanta Hawks (2012–2014)
- Golden State Warriors (2006-2010)
- Los Angeles Clippers (2009–2014)
- Los Angeles Lakers (2010–2011)
- Orlando Magic (2008–2009)
- Phoenix Suns (2011–2016)
- Sacramento Kings (2006-2008)
- Toronto Raptors (2011–2014)
- Utah Jazz (2013–2014)

### Northern Arizona Suns
- Phoenix Suns (2016-2021)

### Motor City Cruise
- Detroit Pistons (2021-Presente)